# Louailles
 Louailles  es una población y comuna francesa, situada en la región de Países del Loira, departamento de Sarthe, en el distrito de La Flèche y cantón de Sablé-sur-Sarthe.

## Demografía
| 320 | 302 | 283 | 335 | 368 | 484 |
| Para los censos de 1962 a 1999 la población legal corresponde a la población sin duplicidades (Fuente: INSEE [Consultar]) |     |     |     |     |     |